# 무대 위에서
무대 위에서(Behind The Screen)는 미국에서 제작된 찰리 채플린 감독의 1916년 영화이다. 에릭 캠벨 등이 주연으로 출연하였고 찰리 채플린 등이 제작에 참여하였다.

## 출연

### 주연
- 에릭 캠벨
- 찰리 채플린
- 에드나 펄비안스

## 같이 보기
- 찰리 채플린의 영화 목록